# Stari Brod
Stari Brod är en ort i Kroatien.   Den ligger i länet Moslavina, i den centrala delen av landet, 40 km söder om huvudstaden Zagreb. Stari Brod ligger 100 meter över havet och antalet invånare är 166.
Terrängen runt Stari Brod är huvudsakligen platt. Stari Brod ligger nere i en dal. Runt Stari Brod är det glesbefolkat, med 19 invånare per kvadratkilometer. Närmaste större samhälle är Petrinja, 10,9 km sydost om Stari Brod. Omgivningarna runt Stari Brod är en mosaik av jordbruksmark och naturlig växtlighet.